# Yashlamān
Yashlamān (persiska: Yareshlamān, Yareshlamān-e Bālā, یرشلمان بالا, یشلمان, یرشلمان) är en ort i Iran.   Den ligger i provinsen Gilan, i den nordvästra delen av landet, 170 km nordväst om huvudstaden Teheran. Yashlamān ligger 1 702 meter över havet och antalet invånare är 169.
Terrängen runt Yashlamān är kuperad åt sydväst, men åt nordost är den bergig. Terrängen runt Yashlamān sluttar norrut. Runt Yashlamān är det ganska tätbefolkat, med 134 invånare per kvadratkilometer. Närmaste större samhälle är Jalīseh-ye Pā'īn, 3,5 km väster om Yashlamān. Trakten runt Yashlamān består i huvudsak av gräsmarker.